# Молодіжна збірна Лаосу з футболу
Молодіжна збірна Лаосу з футболу — національна молодіжна футбольна збірна Лаосу, що складається у залежності від турніру із гравців віком до 19 або до 20 років. Вважається основним джерелом кадрів для підсилення складу основної збірної Лаосу. Керівництво командою здійснює Лаоська футбольна федерація.
Команда має право участі у Юнацькому кубку Азії до 19 років, у випадку успішного виступу на якому може кваліфікуватися на молодіжний чемпіонат світу до 20 років. Також може брати участь у товариських і регіональних змаганнях.